# Stazione di Piancamuno-Gratacasolo
La stazione di Piancamuno-Gratacasolo è una stazione ferroviaria della linea Brescia-Iseo-Edolo. Situata nel territorio di Pian Camuno, serve quest'ultimo comune e il centro abitato di Gratacasolo, frazione di Pisogne.

## Storia
L'impianto fu aperto al servizio il 30 dicembre 1907 assieme al tronco ferroviario che collegava Pisogne a Breno. Inizialmente fu servita da tre coppie di corse Pisogne-Breno, ma a partire dal 1º febbraio 1908, la relazione fu unificata con quella proveniente dalla stazione di Brescia.

## Strutture e impianti
Il fabbricato viaggiatori è costruito nello stesso stile delle fermate della Società Nazionale Ferrovie e Tramvie (SNFT).
L'impianto è composto dal binario di corsa e da quello di raddoppio, lungo 158 m. Sono presenti due banchine: quella a servizio del primo binario è lunga 65 m, mentre quella del secondo è lunga 62 m.

## Movimento
La stazione è servita dai treni regionali (R) Brescia-Breno/Edolo, eserciti da Trenord nell'ambito del contratto di servizio stipulato con la Regione Lombardia.

## Servizi
- Biglietteria automatica
- Sala d'attesa